# Klinê

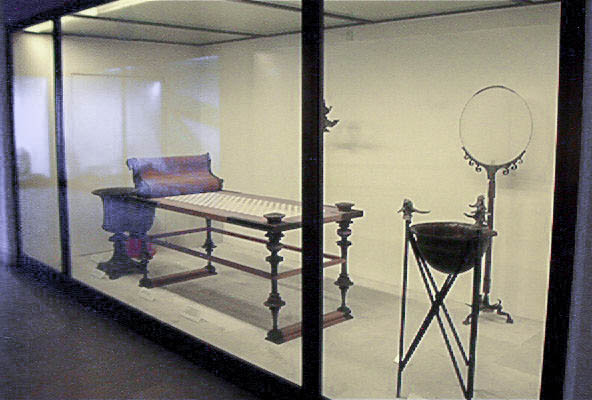
Lit ou klinê exposé au musée national du Bardo.

Une klinê (κλἰνη en grec ; pluriel, klinai) est un lit ou canapé utilisé dans la Grèce ancienne pour dîner. Les klinai étaient réalisées en divers matériaux : marbre, bronze, métal parfois précieux, bois avec parfois marqueterie. Étrusques ou romaines, elles étaient arrangées par trois en U, dans le triclinium (ou par deux dans le biclinium).
De nombreuses représentations en ont été conservées. Les fouilles archéologiques ont permis de retrouver des lits à l'origine grecque avérée, en particulier les fouilles sous-marines de l'épave de Mahdia à partir du début du XXe siècle.

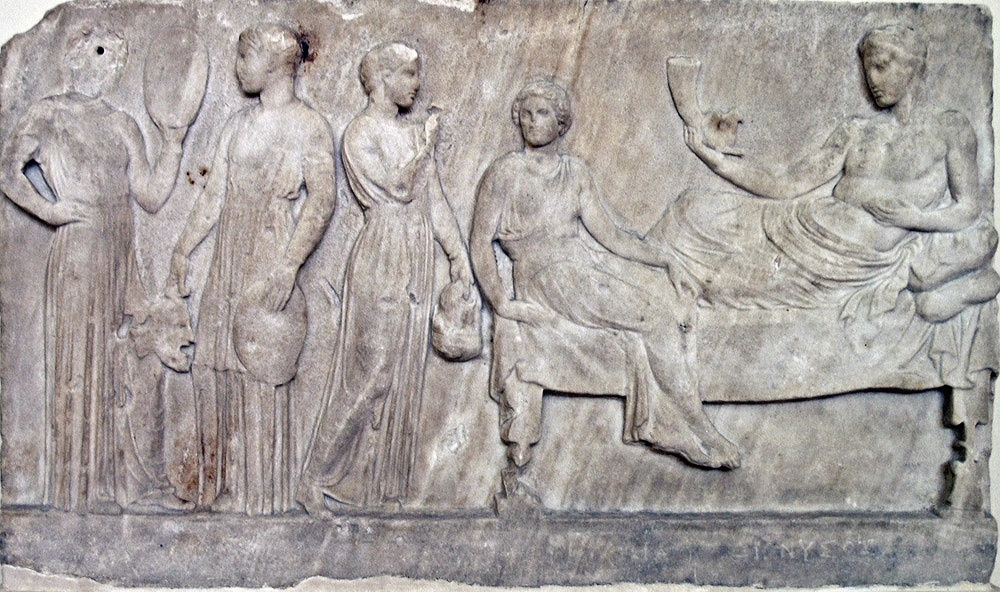
Relief votif en marbre, trouvé au Pirée. Dionysos est montré allongé sur une couche (klinè), tenant un rhyton et une phiale.
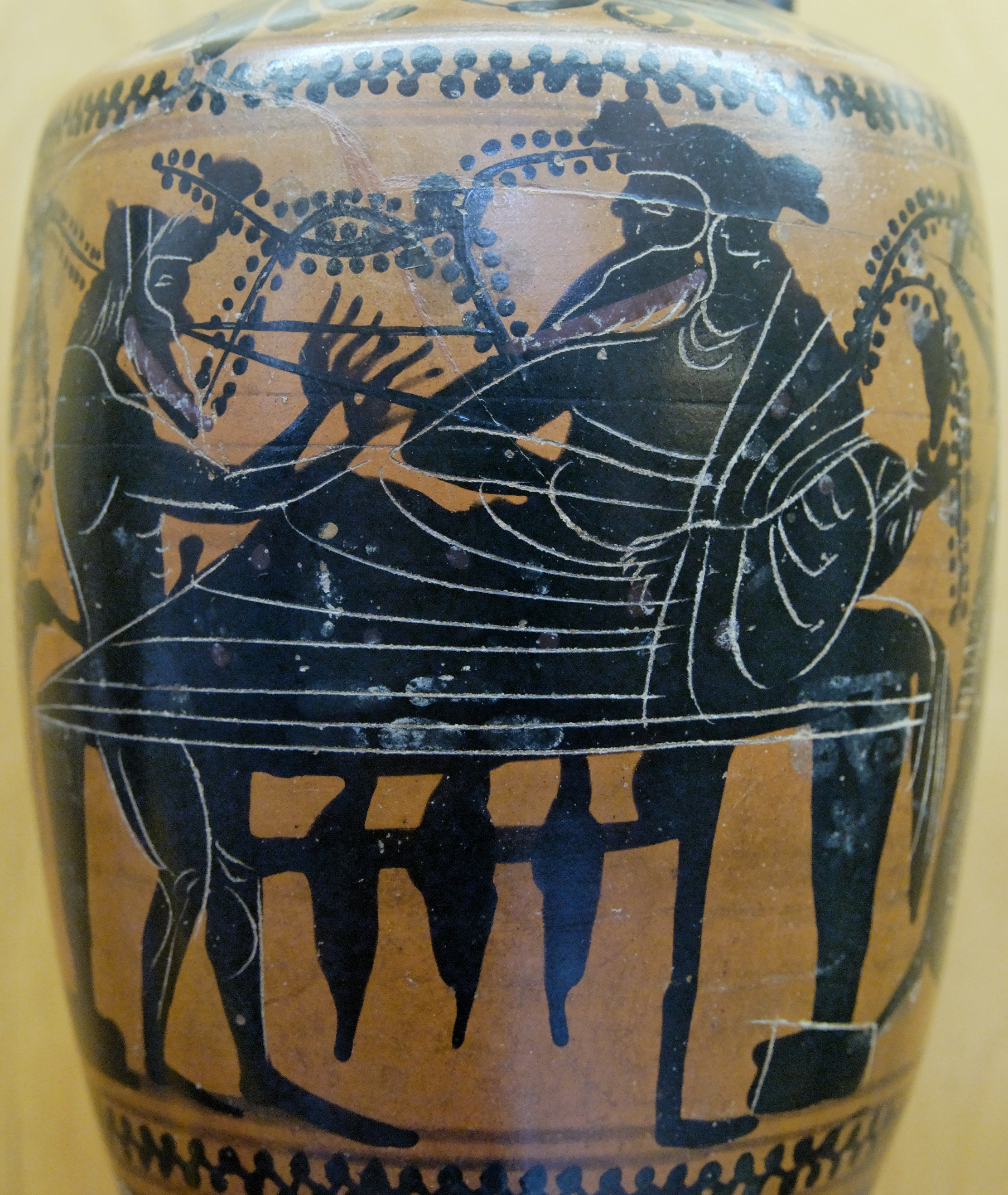
Satyre jouant de l'aulos devant Dionysos allongé. Lécythe attique à figures noires, fin du VIe siècle-début du Ve siècle av. J.-C.
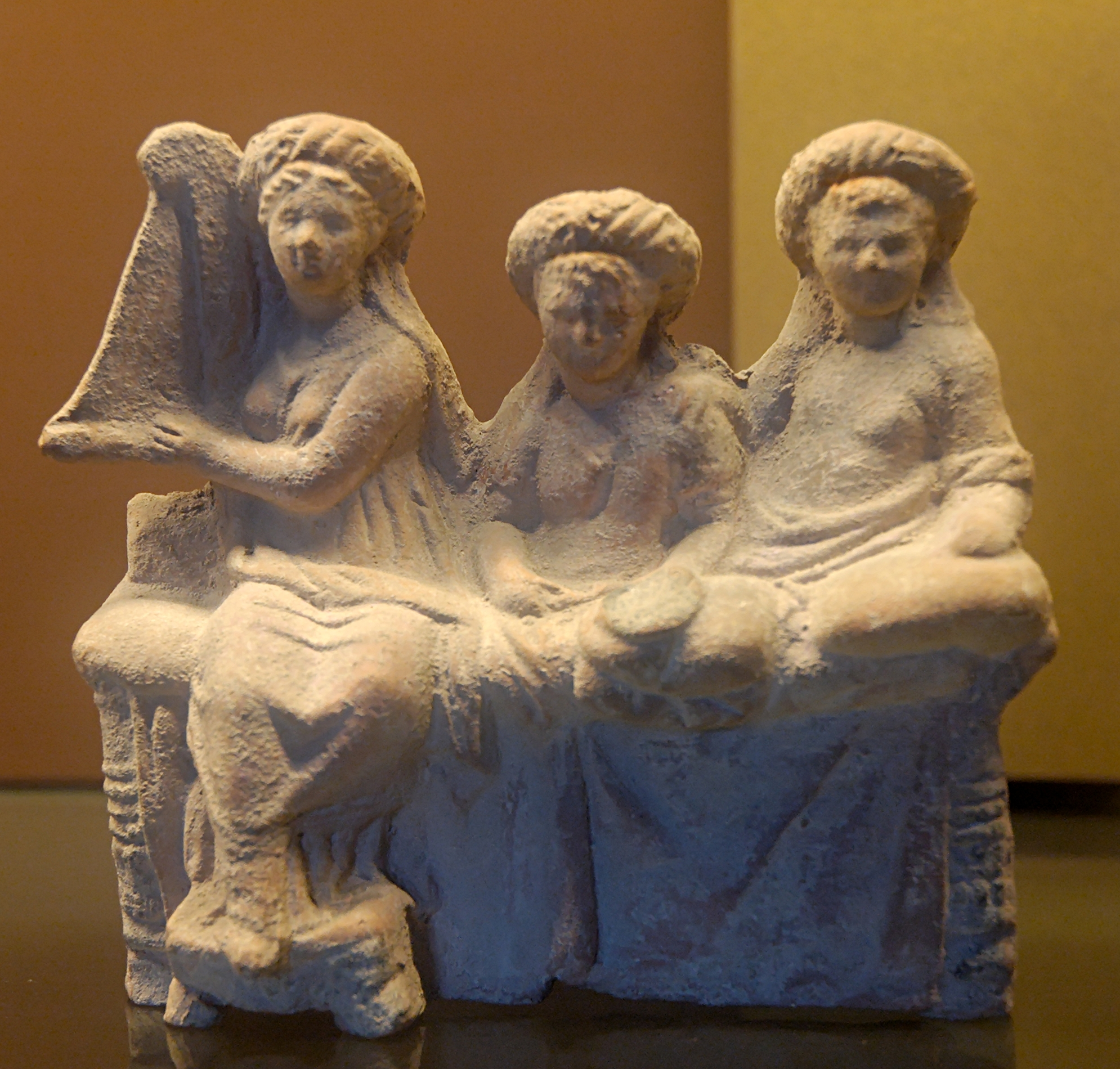
Deux banqueteurs et une hétaïre assis sur une klinê, détail. Terre cuite, v. 25 av. J.-C., provenant de Myrina, Mysie.